# Wólka Pełkińska
Wólka Pełkińska est une localité polonaise de la gmina et du powiat de Jarosław en voïvodie des Basses-Carpates.